# Fritz Sennheiser
Fritz Sennheiser (Berlín, 9 de mayo de 1912 – 17 de mayo de 2010) fue un inventor y emprendedor alemán, que fundó y ejerció el cargo de Presidente de la empresa de equipos de audio Sennheiser Electronic.

## Biografía
Sennheiser creció con interés en la radio y la electrónica. De hecho, construyó una Radio de galena cuando tenía once años después de ver una radio. Su idea laboral inicial era ser jardinero paisajista pero posteriormente se decantó por estudiar ingeniería eléctrica en la Universidad Técnica de Berlín y consiguió el doctorado en el Instituto Heinrich Hertz en 1940. Sennheiser desarrolló una unidad de reverberación que fue utilizada en los Juegos Olímpicos de Berlín 1936. En 1938, obtuvo una cátedra en la Universidad Técnica de Hanover. Desde allí, creó el Instituto de Tecnología de Radiofrecuencia y Electroacústica, desde donde trabajaron el campo de la criptografía para la transmisión por radio de mensajes codificados del Ejército Alemán durante la Segunda Guerra Mundial.

### Empresa
El Instituto de Tecnología de Radiofrecuencia y Electroacústica de Hannover fue destruido por un bombardeo en 1943 y sus ingenieros fueron trasladados a casa. Con siete de esos cincuenta ingenieros, Sennheiser creó la empresa en un laboratorio llamado Laboratorio Wennebostel de la Universidad de Hannover. Su primer producto exitoso fue el voltímetro y comenzaron a fabricar micrófonos en 1946. Otros productos de los 50, fueron micrófonos de cañón, los primeros micrófonos inalámbricos, así como sus auriculares distintivos que se ajustan sobre la oreja con tocados planos en forma de disco. Sennheiser cedió el control de la empresa en 1982 y se lo cedió a su hijo Jörg.

### Muerte
Sennheiser murió a los 98 años ocho días después de su 98.º aniversario. En el momento de su muerte, la empresa familiar tenía 2.100 empleados reapertidos en Alemania, Irlanda y Estados Unidos con ventas de un valor de 500 millones de dólares.

## Reconocimientos
La Academia de Artes y Ciencias Cinematográficas reconoció a Sennheiser en 1987 con el Premio a los logros científicos y técnicos por el desarrollo del micrófono de cañón MKH 816. El Audio Engineering Society (AES) premió a Sennheiser con su membresía en 1976 y miembro hnorario en 1980, y con su máximo galardón, la Medalla de Oro AES en 2002.